# سیارک ۱۶۸۹۲
سیارک ۱۶۸۹۲ (به انگلیسی: 16892 Vaissiere، نامگذاری:1998DN1) شانزده هزار و هشتصد و نود و دومین سیارک کشف شده‌است که در ۱۷ فوریه ۱۹۹۸ کشف شد.
قدر مطلق سیارک برابر ۳۵.۴ است.